# جيرارد براندون
جيرارد براندون (بالإنجليزية: Gerard Brandon)‏ هو محامي وسياسي أمريكي، ولد في 15 سبتمبر 1788 في ناتشيز في الولايات المتحدة، وتوفي في 28 مارس 1850 في الولايات المتحدة. حزبياً، نشط في الحزب الديمقراطي. وقد انتخب حاكم ميسيسيبي ‏ وانتخب عضو مجلس نواب مسيسيبي.